# Тысяча и одна ночь (балет)
«Тысяча и одна ночь» (азерб. Min bir gecə) — балет в двух действиях, написанный в 1979 году. Либретто Наили Назировой, Максуда и Рустама Ибрагимбековых. Музыка азербайджанского композитора Фикрета Амирова. Балетмейстер-постановщик Наиля Назирова. Художник Тогрул Нариманбеков. Либретто балета написано по мотивам собраний сказок «Тысячи и одной ночи».
Впервые увидел свет в Баку в 1979 году на сцене Азербайджанского академического театра оперы и балета. Возобновлён в 1992 году. В марте 1984 года состоялась премьера постановки в Харьковском академическом театре оперы и балета. В 1999 году был поставлен в Красноярском государственном театре оперы и балета.
Основой балета стал популярный «Рассказ о царе Шахрияре». В балет входят сюжеты и других сказок — о приключениях Синдбада-морехода, о Птице Рухх, об Аладдине и принцессе Будур, об Али-Бабе и сорока разбойниках.
В  1980 году создатели балета: композитор, балетмейстер, художник и главные исполнители были удостоены Государственной премии СССР.